# Edisons 1984
De Edisons 1984 werden bekendgemaakt en uitgereikt op 1 mei 1984 tijdens het Edison Gala Populair 1984 in de Jaarbeurs in Utrecht dat rechtstreeks op tv en radio door de VARA werd uitgezonden. Presentator van het gala was Willem Ruis met een gastoptreden van Willem Duys. Oud-winnaars van een Edison reikten de prijzen uit. De artiesten werden begeleid door een orkest onder leiding van Harry van Hoof.
Het was voor het eerst sinds het laatste Grand Gala du Disque in 1974 dat de Nederlandse tv weer een liveprogramma rond de Edisons uitzond. De hernieuwde belangstelling van 'Hilversum' voor de muziekprijs was te danken aan de Edison Stichting, die zich ten doel had gesteld de muziekprijs weer prominent onder de aandacht te brengen.
Het was bovendien voor het eerst in jaren dat de winnaars nog niet bekend waren tijdens het programma. Eerst werden voor elke categorie drie genomineerden genoemd, waarna de winnaar bekend werd gemaakt.
Er traden verschillende artiesten op, onder wie Dionne Warwick, Adèle Bloemendaal, Kinderen voor Kinderen, Rob de Nijs en Drukwerk. Ook was de cast van de musical Cats voor het eerst te zien in Nederland; de musical zou pas jaren later in Nederland op de planken worden gebracht.
Net als de oude Grand Gala's was ook deze uitzending niet zonder ophef. Halverwege werd plotseling een pauze ingelast, waarin de VARA een paar clips van ABBA vertoonde. Tien minuten later ging het programma weer verder, maar zonder verklaring voor de plotselinge pauze. Pas een dag later werd de ware reden bekendgemaakt: er was een telefonische bommelding binnengekomen, maar die bleek later vals te zijn.

## Winnaars
Internationaal
- Pop: Paul Young voor No Parlez
- Vocaal: Manhattan Transfer voor Bodies and Souls
- Instrumentaal: Bob James voor Foxy
- Jazz: Wynton Marsalis voor Think of One
- Country: Waylon Jennings voor Waylon & Co.
- Musical/Film: Flashdance (Soundtrack album)

Nationaal
- Pop: The President voor By Appointment Of...
- Vocaal (Nederlands): Bram Vermeulen voor Bram Vermeulen
- Vocaal (Volksrepertoire): Drukwerk voor (N)Iemand wint
- Vocaal (Buitenlands): Lori Spee voor Intuition
- Instrumentaal: Willem Breuker Kollektief voor De illusionist
- Cabaret/Theater: Youp van 't Hek voor De Eerste Officiële Nederlandse Echtscheidings-elpee
- Jeugd: Kinderen voor Kinderen voor Kinderen voor Kinderen 4
- Extra: Schönberg Ensemble voor An Bloem

1960 · 1961 · 1962 · 1963 · 1964 · 1965 · 1966 · 1967 · 1968 · 1969 · 1970 · 1971 · 1972 · 1973 · 1974 · 1975 · 1976 · 1977 · 1978 · 1979 · 1980 · 1981 · 1982 · 1983 · 1984 · 1985 · 1986 · 1987 · 1988 · 1989 · 1990 · 1991 · 1992 · 1993 · 1994 · 1995 · 1996 · 1997 · 1998 · 1999 · 2000 · 2001 · 2002 · 2003 · 2004 · 2005 · 2006 · 2007 · 2008 · 2009 · 2010 · 2011 · 2012 · 2013 · 2014 · 2015 · 2016 · 2017 · 2018 · 2019 · 2020 · 2021 · 2022 · 2023 · 2024